# Мауро Бертолі
Мауро Бертолі (італ. Mauro Bertoli) — італійський гітарист, один з засновників легендарного гурту Pooh.

## Біографія
Мауро Бертолі - гітарист-автодидакт, у 1962 році знайомиться з Валеріо Неґріні, з яким вирішує створити гурт, що грав би біт-музику, яка тоді буяла у Болоньї. 
Бертолі та Неґріні вербують музикантів будь-яких жанрів, доки не формується підхожий склад, що вони його назвали Jaguars (Ягуари).
Через те, що однойменний римський гурт на момент першої сорокап'ятки Ягуарів вже випустив декілька дисків, постала необхідність знайти для групи іншу назву, і в 1966 році у просторі італійської легкої музики з'являється славетне ім'я Pooh
У першому складі Pooh, Бертолі є співаком та гітаристом.
У 1967 році Мауро залишає гурт через особисті проблеми, і з того часу до 2009 року ансамбль, що первісно був Квінтетом, стає квартетом.
У 2004 роц, після виходу на пенсію, вирішив знову взятися за гітару, на якій не грав з часів залишення Pooh. 
Визнав  себе великим фаном своєї колишньої групи, А диск Giorni infiniti — своїм улюбленим альбомом.